# مری مالون (شخصیت داستانی)
مری مالون یکی از شخصیت‌های مجموعه نیروی اهریمنی‌اش می‌باشد که در دومین بخش داستان، یعنی خنجر ظریف وارد می‌شود.

## شخصیت
او زنی جوان است که قبلاً راهبه بوده اما به خاطر عشقش به یک مرد از راهبگی دست می‌کشد. او پروفسور فیزیک است و در دنیای ویل زندگی می‌کند. وی درباره سایه‌ها تحقیق می‌کند و وقتی لایرا را می‌بیند می‌فهمد غبار و سایه هر دو یک چیز هستند. او طی اتفاقاتی قدم به دنیای مولفاها می‌گذارد و...